# Massmedier i Norge
Massmedier i Norge utgörs främst av TV, radio, dagspress och Internet/webbplatser.
Massmedier i Norge har förändrats och utvecklats drastisk sedan 2000-talet. Den främsta anledningen till denna utveckling är den senaste teknologi inom IT-sektorn, som har påverkat mediekonsumtionen och de olika affärsidémodeller som burit med sig de norska traditionella medierna. Bland Norges 225 olika dagstidningar står den betalda dagstidningen fortfarande starkt, vilket är en stor skillnad jämförelsevis med övriga Norden.

## Televisionen
Provsändningar i Norge ägde rum år 1954, men televisionen infördes år 1960, då NRK startade den första reguljära kanalen. Från början sändes televisionen alltså helt utan reklam. NRK hade länge monopol i Norge, dock kunde svensk television tas emot i stora delar av landet. I början av 1980-talet avreglerades både norsk radio och television, i och med införandet av lokalradio och lokal-TV med tillstånd till reklamfinansiering från och med år 1988. Samma år kom satellit-TV:n. År 1996 kom NRK2, och NRK3 elva år senare.
I Norge idag finns det omkring 20 stycken olika rikstäckande TV-kanaler, där de tre största kanalerna ägs av staten och är licensfinansierade. Dessa tre är NRK 1, 2 och 3. Norsk rikskringkasting (NRK) är Norges public service för radio och television. TV 2, som är den fjärde största TV-kanalen, ägs av danska Egmont sedan år 2012. De resterande kanalerna finansieras genom reklam- och/eller betalningskanaler (inklusive TV 2, som finansieras helt med reklam). Dessa kanaler ägs antingen av tyska ProSiebenSat.1, Egmont eller svenska MTG, och alla kanaler sänds via satellit/kabel eller via det digitala marknätet.
Den 15 december 2016 publicerade NRK att de kommer avskaffa NRK-licens, alltså avskaffar Norge tv-avgiften, “Slutt på NRK-lisensen”. Hur den nya finansieringen ska gå till är fortfarande inte klar, men det kan handla om en ny skatt uppger NRK. Anledningen till förändringen är på grund av befolkningens nya medievanor. “Regeringen har bestämt att vi ska ha ett starkt public service med en mångfald i utbudet. Då är vi också måna om att samhället ska finansiera det.”
I Norge har de nyligen infört regler för reklamljudet, där det är förbjudet med högt tv-reklamljud på de norska, kommersiella tv-kanalerna. Det många reklamer utnyttjar är ljudnivån som de maxar och då upplevs högre. Nu har man kommit överens om en gemensam ljudnivå bland de norska tv-kanalerna. Detta påverkar landets mediesituation en aning, då reklamer måste anpassa sig efter de nya reglerna. Nya reglerna har även en positiv påverkan på individen, då man slipper irritera sig på reklamljudet som verkar högre än standardljudnivån.

## Lagar, censur och yttrandefrihet
I Norge gäller tryckfrihetsförordningen och yttrandefrihetsgrundlagen, där båda är garanterade i grundlagen. Både tryckfrihetsförordningen och yttrandefriheten har garanterats i den norska grundlagen i över 200 år, och enligt Reportrar utan gränser ligger Norge både bland de länder som har mest tryckfrihet och pressfrihet i världen.
Det är förbjudet, censurerat, att visa grov pornografi och våld på film och video, men utöver det är censur avskaffat gällande film i Norge sedan en ändring i grundlagen år 2004. Utöver detta har NRK valt att inte visa en dokumentärfilm år 2006, "et lille stykke Norge", som handlar om Norge och Irak-krigen. Norsk lag förbjuder karikatyrer av t.ex. Muhammed och det finns fall då sådana material har tagits bort från media.
Sverige, tillsammans med Norge och andra länder, ligger på första plats på Reportrar utan gränsers index över pressfrihet. Pressfrihet och yttrandefrihetsgrundlagen går ofta hand i hand och Norge och Sverige ligger bra till där också.
Enligt Reportrar utan gränser är Norge i en “bra situation” och ligger på plats tre i det senaste årets pressfrihetsindex (2016). Och enligt Freedom House är press statusen “fri” och enligt deras skala mellan 0 och 100 för pressfrihet där 0 representerar bäst och 100 sämst poäng, har Norge mottagit nummer 10.